# Мтиулети

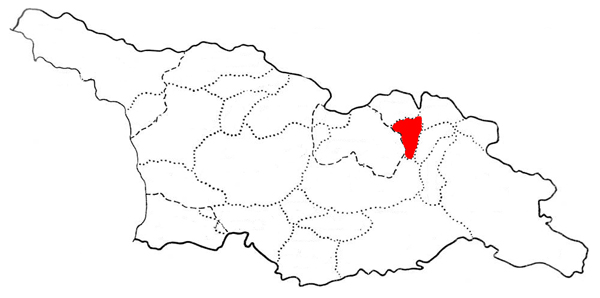
Карта области

Мтиулети (груз. მთიულეთი; букв. «Горная страна») — историческая область в восточной Грузии на южных склонах Большого Кавказа. Граничит на востоке с Гудамакари, на юге — с Ханда, на западе — с Шида Картли и на севере — с Хеви.
Изначально к ней принадлежали долина Белой Арагви. Мтиулети охватывает часть территории современного Душетского муниципалитета. Город Пасанаури, известный блюдом хинкали, является традиционным центром региона.

## Население Мтиулети
Мтиулы (груз. მთიულები) — этнографическая группа грузин, традиционно жившая в высокогорных обществах, в которых не было классовых различий. В средние века и феодальный период мтиульцы были освобождены от каких-либо налогов. Во время нашествий на Картли и Кахети мтиульцы посылали войско в поддержку царей Картли и Кахети.
Антропологически мтиулы выше среднего роста, мезокефалы с голубыми или карими глазами и светло-русыми или черными волосами.
Основные занятия мтиульцев — разведение крупного рогатого скота, овцеводство и земледелие.

## Культура
В Мтиулети находится несколько памятников национального значения: церковь Корого X—XI веков, крепость Ксани 1512 года постройки.